# Dunmore East
Dunmore East (An Dún Mór Thoir en irlandais) est une ville du comté de Waterford en république d'Irlande.
La ville de Dunmore East compte 1 547 habitants.
Au bout d'une jetée du port se trouve le phare de Dunmore East construit en 1825 et unique par son architecture.